# Clădirea uzinelor comunale din Târgu Mureș
Uzinele comunale (în maghiară Városi közüzemek) este un ansamblu de clădiri construit între 1910-1913 în stil sececession cu elemente preluate din arhitectura populară din Ardeal, după planurile arhitectului Károly Kós. Se figurează pe lista monumentelor istorice sub codul LMI:  MS-II-a-A-15507.

## Istoric
La inițiativa profesorului Géza Fina, directorul Fundației Kós Károly, după revoluția din 1989 pe clădirea monument istoric a fost amplasată o placă memorială care aduce omagiu lui Károly Kós. Totodată, în 2001 în curte a fost amplasat bustul arhitectului, opera lui János Gyarmathy și Levente Kiss. 

## Galerie

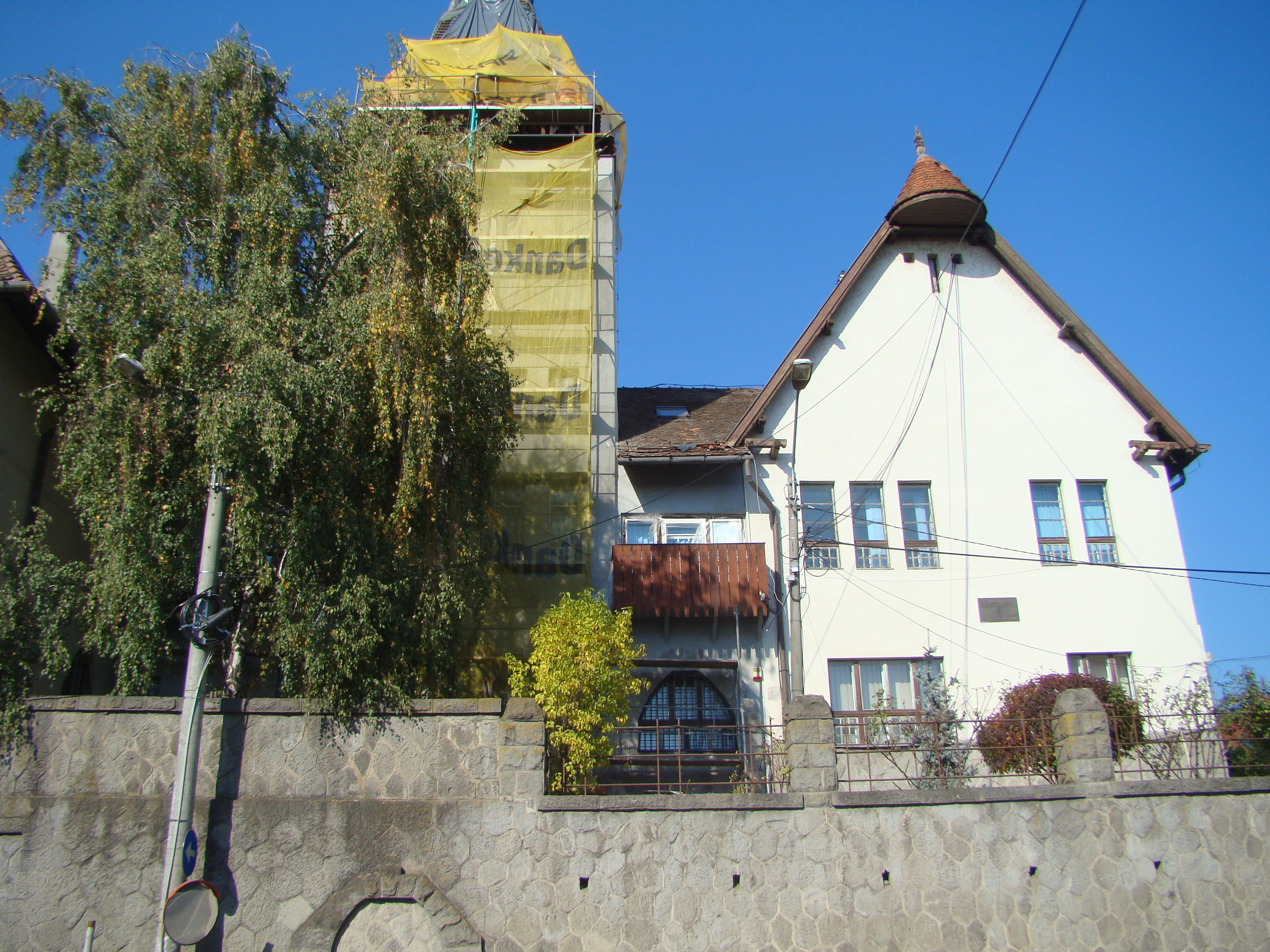
Clădirea administrativă
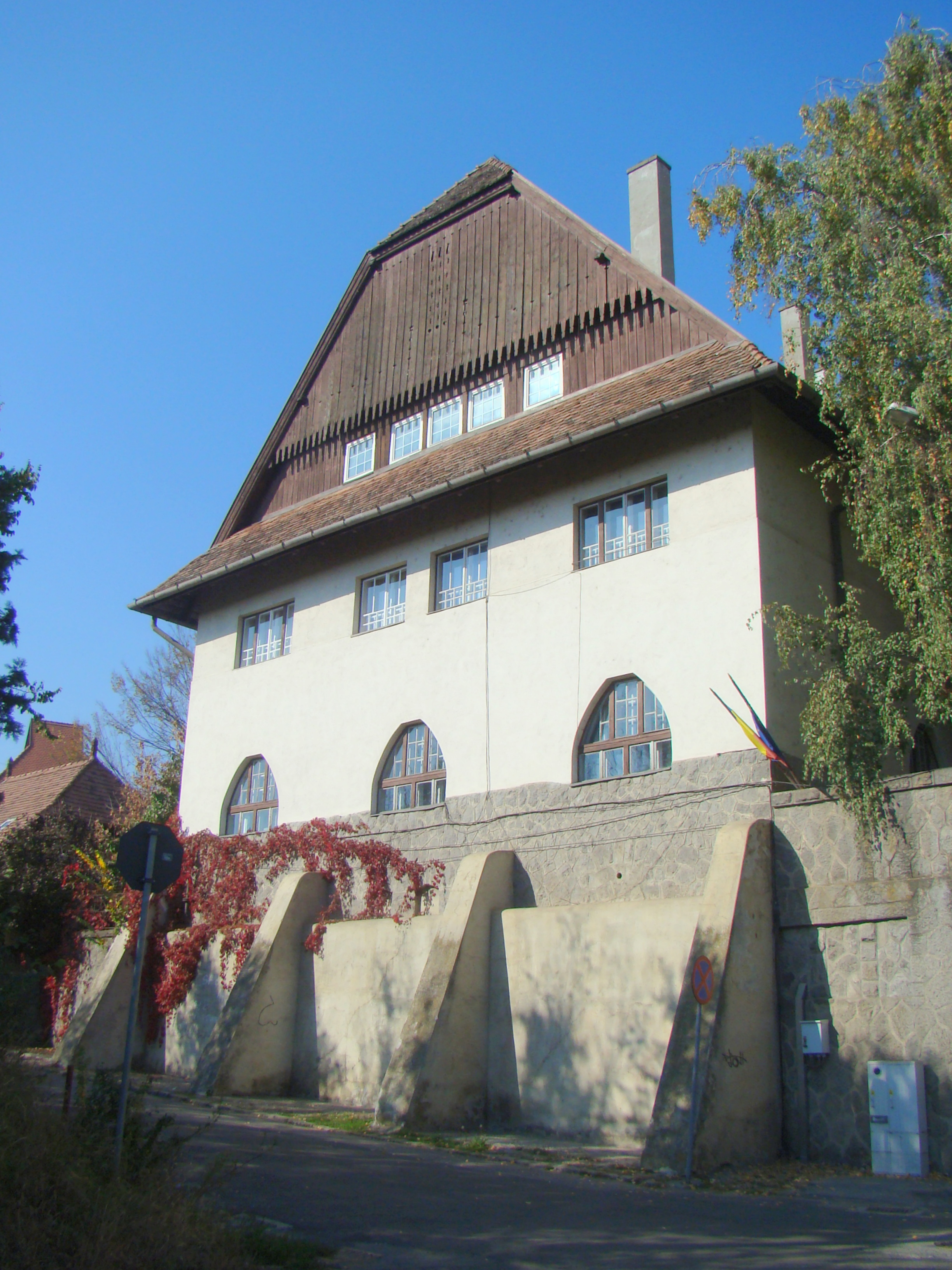
Fostă locuință de serviciu, azi birouri
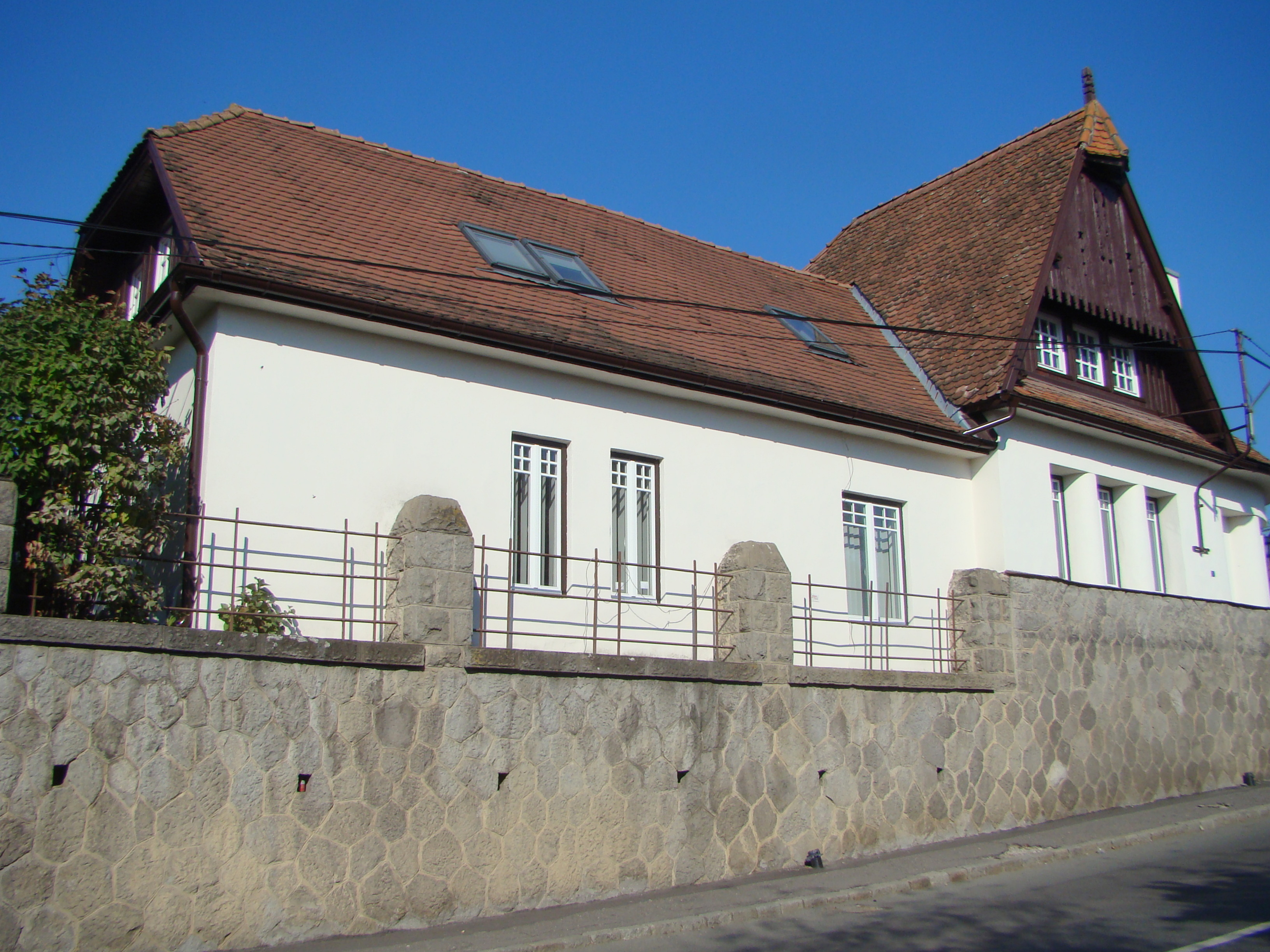
Fostul pavilion al porții, azi dispensar
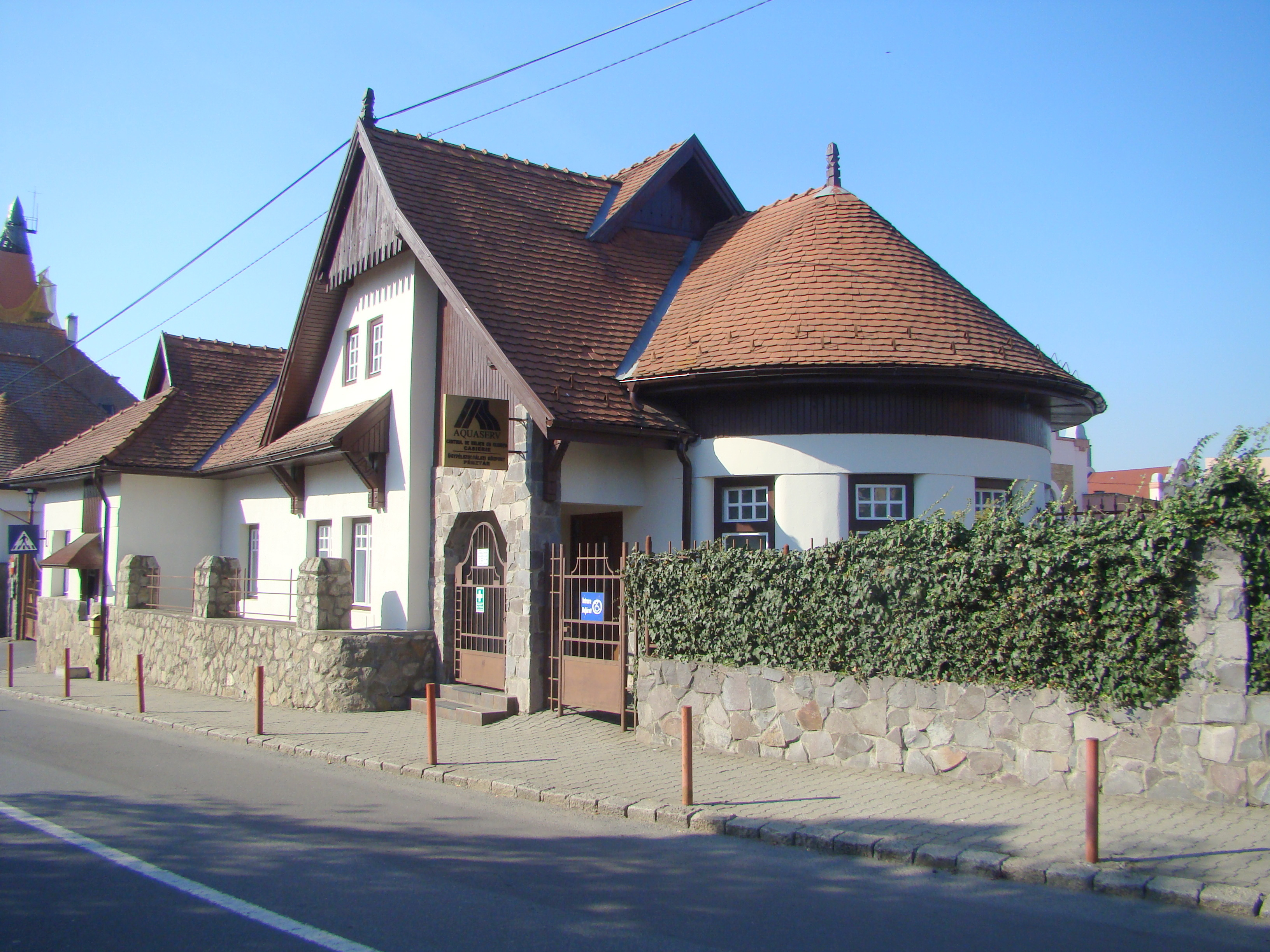
Foste ateliere, azi ateliere contoare
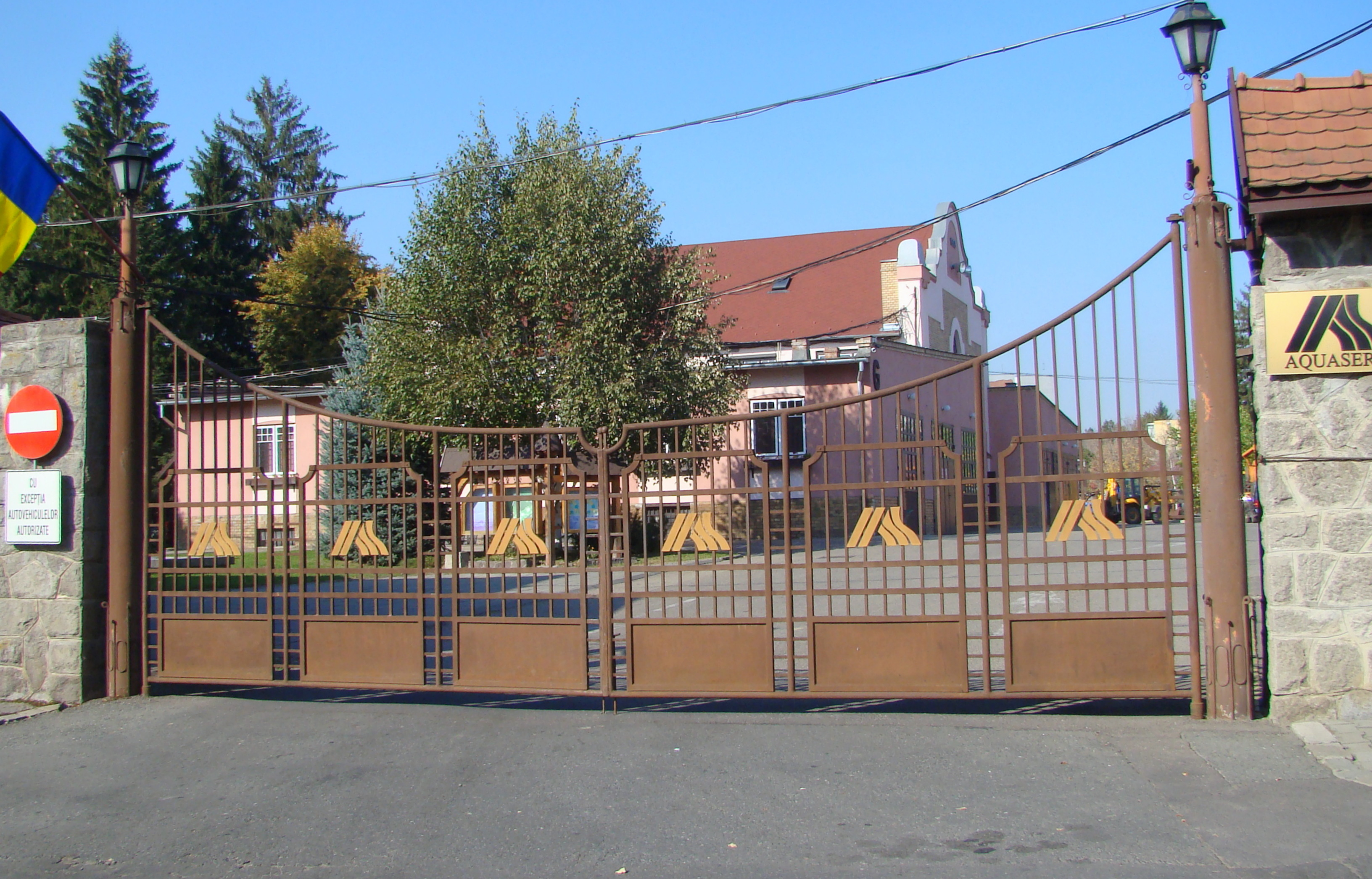
Foste ateliere, azi secția apă-canal
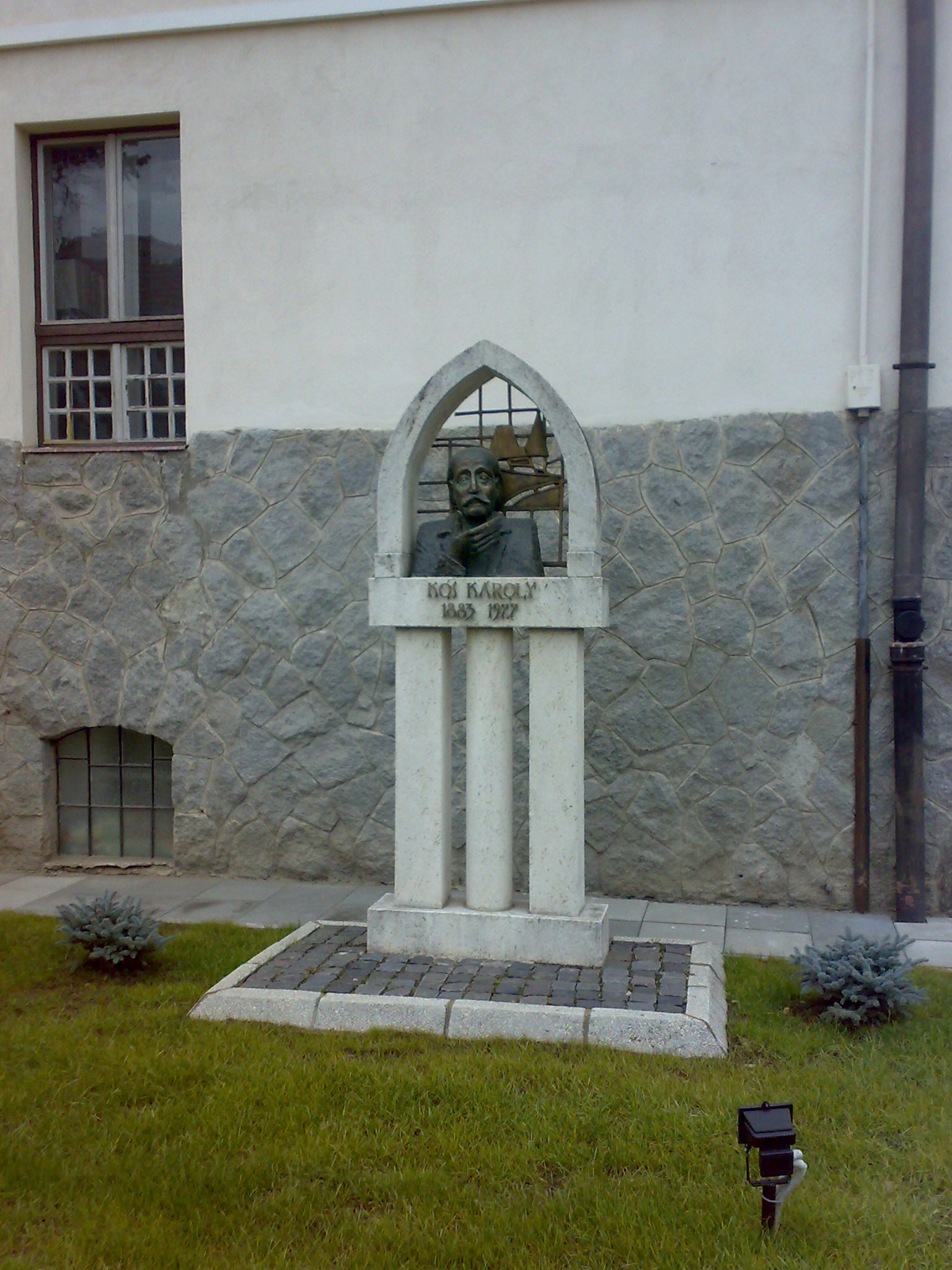
Bustul lui Károly Kós